# Galdames
Galdames – gmina w Hiszpanii, w prowincji Biskaja, w Kraju Basków, o powierzchni 44,36 km². W 2011 roku gmina liczyła 843 mieszkańców.